# Фудбалска репрезентација Канаде
Фудбалска репрезентација Канаде представља Канаду у међународним фудбалским такмичењима од 1924. године.
Репрезентацију Канаде надгледа Фудбалски савез Канаде, управно тело за фудбал у Канади. Чланови су ФИФА-е од 1948. године и чланови КОНКАКАФ-а од 1961. године.
Њихова најзначајнија достигнућа су освајање првенства КОНКАКАФ 1985. чиме су се квалификовали за Светско првенство у фудбалу 1986. и освајање Златног купа КОНКАКАФ 2000. чиме су се квалификовали за Куп конфедерација 2001. године. Канада је једина репрезентација осим регионалних моћних Мексика и Сједињених Америчких Држава која је освојила Златни куп. Канада је такође освојила златну медаљу на Летњим олимпијским играма 1904. године.
Канада је учествовала на свом другом Светском првенству 2022. године, учествује на свом првом Копа Америка 2024. године, а заједно са САД и Мексиком биће домаћин Светског првенства 2026. године.
Неки од играча српског порекла који су играли за канадску репрезентацију су Милован Бакић, Момчило Стојановић, Дејан Јаковић и Милан Борјан.